# Chernes zavattarii
Chernes zavattarii är en spindeldjursart som beskrevs av Lodovico di Caporiacco 1941. Chernes zavattarii ingår i släktet Chernes och familjen blindklokrypare. Inga underarter finns listade i Catalogue of Life.